# Sông Bến Gò
Sông Bến Gò là một con sông đổ ra Sông Bùi. Sông có chiều dài 22 km và diện tích lưu vực là 83 km². Sông Bến Gò chảy qua các tỉnh Hà Nội, Hoà Bình.